# Sonotrella tenebra
Sonotrella tenebra är en insektsart som först beskrevs av Sigfrid Ingrisch 1997.  Sonotrella tenebra ingår i släktet Sonotrella och familjen syrsor. Inga underarter finns listade i Catalogue of Life.